# Lázaro, o Leproso
Lázaro é o mendigo e leproso protagonista da parábola de Jesus: O Rico e Lázaro, reproduzida em Lucas 16:19–31. Não deve ser  confundido com Lázaro de Betânia, irmão de Marta.

## História

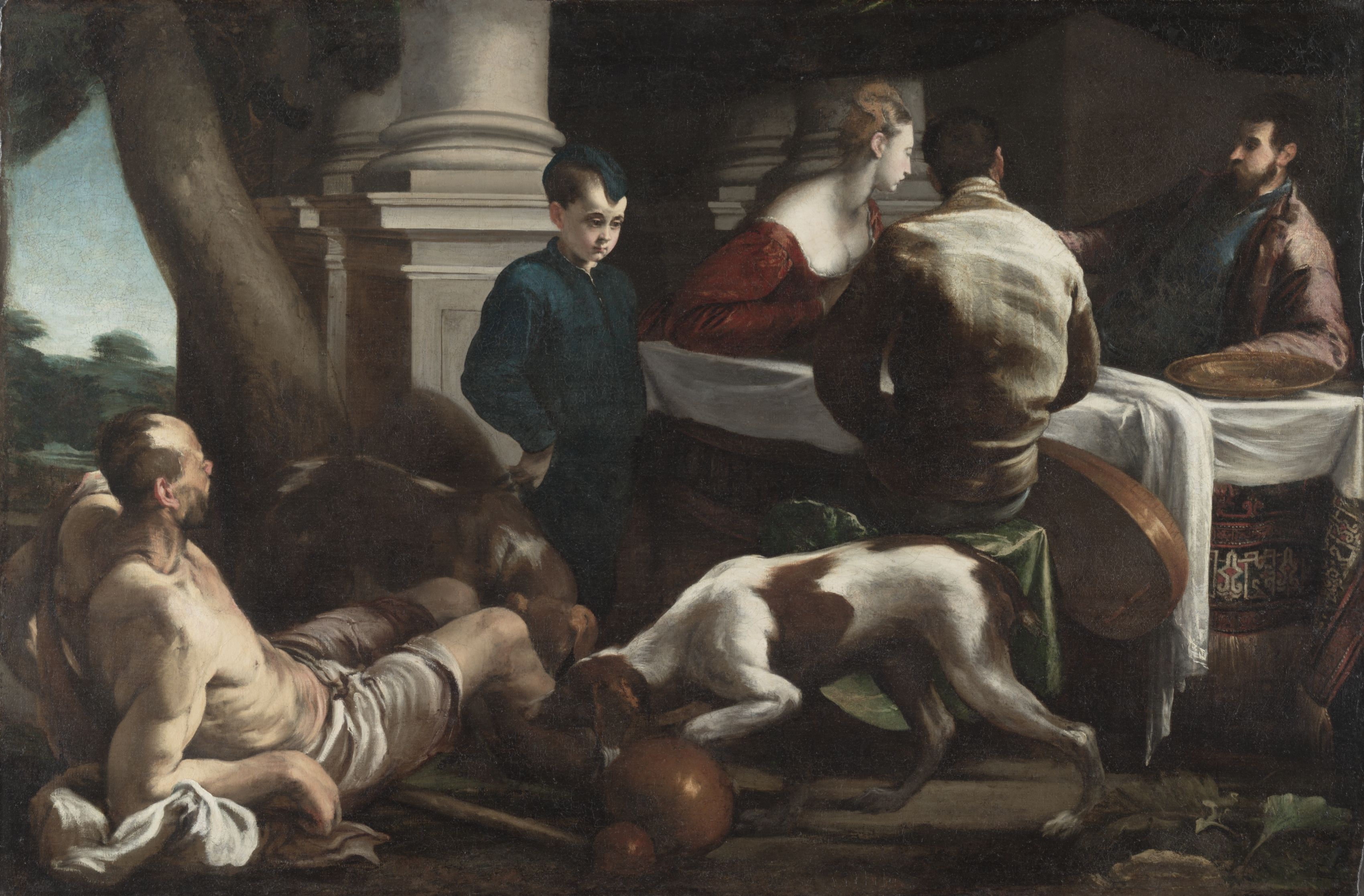
Lázaro e o Rico (1545), óleo sobre tela por Jacopo Bassano

Havia um homem rico que se vestia de púrpura e linho finíssimo, e que todos os dias se banqueteava e se regalava. Havia também um mendigo, por nome Lázaro, todo coberto de chagas, que estava deitado à porta do rico. Ele avidamente desejava matar a fome com as migalhas que caíam da mesa do rico. Até os cães iam lamber-lhe as chagas. (Lucas 16:19–31)
Este mendigo, chamado Lázaro, que não deve ser confundido com o Lázaro de Betânia, que foi ressuscitado por Jesus, é o único personagem das parábolas de Jesus que possui nome próprio. Por causa disso, muitos teólogos e estudiosos indicam que ele realmente existiu. 

## Interpretações
Alguns usam a Parábola do Rico e Lázaro, para provar que Jesus ensinou o tormento do pecador um inferno de fogo literal depois de morte. Isto envolve defender a crença na imortalidade da alma. Lucas 16:19–31 é encarado como uma parábola didática para os judeus. Este Lázaro não tem nada a ver com Lázaro de Betânia mencionado em João 11. A Bíblia de Jerusalém (BJ), em uma nota de rodapé, reconhece que é uma "parábola em forma de história sem referência para qualquer personagem histórico."
O "homem rico", tradicionalmente nomeado como Dives, caracterizaria os fariseus. Seio de Abraão é o lugar de honra no banquete presidido pelo pai dos crentes, negado ao homem rico, mas admitido ao pobre Lázaro. As mortes do homem rico e do pobre Lázaro - igualmente simbólicas - representariam uma mudança das circunstâncias. Assim, o antigamente menosprezado entrou numa posição de favor Divino, e o antigamente aparentemente favorecido foi rejeitado por Deus.
Ou, alternativamente, alguns autores sugerem que a parábola é uma paródia sobre os saduceus, e não sobre os fariseus.  Eles argumentam que a coincidência entre os "cinco irmãos na casa do meu pai" Lucas 16:28 e os cinco irmãos de Caifás, na casa de Anás documentada pelo historiador Flávio Josefo é deliberada.  Eles também sugerem que a profecia de Abraão, que os cinco irmãos não se vão arrepender, mesmo que Abraão ressuscitasse o Lázaro da parábola (16:31), é uma alusão à tentativa de Anás e dos seus filhos para matar o Lázaro real, quando ele foi ressuscitado por Cristo: "Mas os principais sacerdotes deliberaram matar também a Lázaro" (João 12:10) 
Contudo, menciona-se também a interpretação aceite por grande parte do ramo protestante do cristianismo, em que na verdade, esta não seria uma parábola, mas uma história real sobre um acontecimento com personagens reais. Em decorrência disto, ficaram firmadas algumas bases doutrinárias, como a antiga existência do Sheol, ou Mundo dos Mortos, dividido em 2 locais distintos separados entre si por um abismo sem fundo: O "Seio de Abraão", onde se reuniam as almas dos mortos salvos, na esperança do verdadeiro paraíso, sob o comando do Pai Abraão, e o Inferno propriamente dito, onde estavam reunidas as almas dos perdidos, como o rico mencionado.
Durante a morte física de Jesus Cristo e A sua descida ao Ades (Sheh-ol), ele resgatou todas as almas dos salvos no Seio de Abraão e as transportou para o Paraíso, onde o ladrão arrependido na cruz já as aguardava. A partir da Dispensação da Graça até os dias atuais, o Seio de Abraão encontra-se vazio de "habitantes" e assim permanecerá até ser desfeito juntamente com esta Terra atual nos últimos dias.